# Margit Verner
Lilly Margit Verner, gift Åström, född 27 mars 1912, död 4 november 2008, var en svensk friidrottare (stående längdhopp). Hon tävlade för Kalmar AIK.
Hon var från 1940 gift med juristen Göran Åström (1909–2008).